# Segling vid olympiska sommarspelen 2020
Segling vid olympiska sommarspelen 2020 arrangerades mellan 25 juli och 4 augusti 2021 i Enoshima Yacht Harbour i Fujisawa i Japan. Totalt 10 grenar fanns på programmet som var likadant som under OS 2016.
Tävlingarna skulle ursprungligen ha hållits mellan 26 juli och 5 augusti 2020 men de blev på grund av Covid-19-pandemin uppskjutna.

## Medaljsammanfattning
| Damer                    | Guld                                            | Silver                                      | Brons                                              |
| RS:X Detaljer...         | Lu Yunxiu Kina                                  | Charline Picon Frankrike                    | Emma Wilson Storbritannien                         |
| Laser Radial Detaljer... | Anne-Marie Rindom Danmark                       | Josefin Olsson Sverige                      | Marit Bouwmeester Nederländerna                    |
| 470 Detaljer...          | Hannah Mills och Eilidh McIntyre Storbritannien | Agnieszka Skrzypulec och Jolanta Ogar Polen | Camille Lecointre och Aloïse Retornaz Frankrike    |
| 49er FX Detaljer...      | Martine Grael och Kahena Kunze Brasilien        | Tina Lutz och Susann Beucke Tyskland        | Annemiek Bekkering och Annette Duetz Nederländerna |

| Herrar                | Guld                                             | Silver                                       | Brons                                      |
| RS:X Detaljer...      | Kiran Badloe Nederländerna                       | Thomas Goyard Frankrike                      | Bi Kun Kina                                |
| Laser Detaljer...     | Matt Wearn Australien                            | Tonči Stipanović Kroatien                    | Hermann Tomasgaard Norge                   |
| Finnjolle Detaljer... | Giles Scott Storbritannien                       | Zsombor Berecz Ungern                        | Joan Cardona Méndez Spanien                |
| 470 Detaljer...       | Mathew Belcher och William Ryan Australien       | Anton Dahlberg och Fredrik Bergström Sverige | Jordi Xammar och Nicolás Rodríguez Spanien |
| 49er Detaljer...      | Dylan Fletcher och Stuart Bithell Storbritannien | Peter Burling och Blair Tuke Nya Zeeland     | Erik Heil och Thomas Plößel Tyskland       |

| Mixed                | Guld                                    | Silver                                     | Brons                                       |
| Nacra 17 Detaljer... | Ruggero Tita och Caterina Banti Italien | John Gimson och Anna Burnet Storbritannien | Paul Kohlhoff och Alica Stuhlemmer Tyskland |

Denna tabell: visa • redigera

## Medaljtabell
| Pl.    | Nation         | Guld | Silver | Brons | Totalt |
| ------ | -------------- | ---- | ------ | ----- | ------ |
| 1      | Storbritannien | 3    | 1      | 1     | 5      |
| 2      | Australien     | 2    | 0      | 0     | 2      |
| 3      | Nederländerna  | 1    | 0      | 2     | 3      |
| 4      | Kina           | 1    | 0      | 1     | 2      |
| 5      | Brasilien      | 1    | 0      | 0     | 1      |
| 5      | Danmark        | 1    | 0      | 0     | 1      |
| 5      | Italien        | 1    | 0      | 0     | 1      |
| 8      | Frankrike      | 0    | 2      | 1     | 3      |
| 9      | Sverige        | 0    | 2      | 0     | 2      |
| 10     | Tyskland       | 0    | 1      | 2     | 3      |
| 11     | Kroatien       | 0    | 1      | 0     | 1      |
| 11     | Nya Zeeland    | 0    | 1      | 0     | 1      |
| 11     | Polen          | 0    | 1      | 0     | 1      |
| 11     | Ungern         | 0    | 1      | 0     | 1      |
| 15     | Spanien        | 0    | 0      | 2     | 2      |
| 16     | Norge          | 0    | 0      | 1     | 1      |
| Totalt | Totalt         | 10   | 10     | 10    | 30     |

### Fotnoter
1. ↑  (16 juni 2021). Sailing Competition Schedule. Arkiverad 3 juli 2021 hämtat från the Wayback Machine. olympics.com. Läst 21 juni 2021.
2. ↑  Sailing. tokyo2020.org. Läst 11 oktober 2019.
3. ↑  (Program från 31 juli 2019). Olympic Competition Schedule. tokyo2020.org. Läst 7 oktober 2019.
4. ↑  (30 mars 2020). IOC, IPC, Tokyo 2020 Organising Committee and Tokyo Metropolitan Government announce new dates for the Olympic and Paralympic Games Tokyo 2020. IOK. Läst 21 juni 2021.
5. ↑  (31 juli 2021). Sailing – Women's Windsurfer - RS:X – Medallists. olympics.com. Läst 31 juli 2021.
6. ↑  (1 augusti 2021). Sailing – Women's One Person Dinghy - Laser Radial – Medallists. olympics.com. Läst 1 augusti 2021.
7. ↑  (4 augusti 2021). Sailing – Women's Two Person Dinghy - 470 – Medallists. olympics.com. Läst 4 augusti 2021.
8. ↑  (3 augusti 2021). Sailing – Women's Skiff - 49er FX – Medallists. olympics.com. Läst 3 augusti 2021.
9. ↑  (31 juli 2021). Sailing – Men's Windsurfer - RS:X – Medallists. olympics.com. Läst 31 juli 2021.
10. ↑  (1 augusti 2021). Sailing – Men's One Person Dinghy - Laser – Medallists. olympics.com. Läst 1 augusti 2021.
11. ↑  (3 augusti 2021). Sailing – Men's One Person Dinghy (Heavyweight) - Finn – Medallists. olympics.com. Läst 3 augusti 2021.
12. ↑  (4 augusti 2021). Sailing – Men's Two Person Dinghy - 470 – Medallists. olympics.com. Läst 4 augusti 2021.
13. ↑  (3 augusti 2021). Sailing – Men's Skiff - 49er – Medallists. olympics.com. Läst 3 augusti 2021.
14. ↑  (3 augusti 2021). Sailing – Mixed Multihull -Nacra 17 Foiling – Medallists. olympics.com. Läst 3 augusti 2021.